# Un ragazzo e una ragazza (film 1984)
Un ragazzo e una ragazza è un film italiano del 1984 diretto da Marco Risi.

## Trama
1978. Anna De Rosa è una ragazza napoletana che va a Milano per frequentare l'università; Calogero Bertolotti è un giovane milanese che studia psicologia, lavora per mantenersi e ha la frenesia di farsi lo shampoo. S'incontrano la mattina dell'arrivo di Anna a Milano in un bar dove Calogero lavora e per lui è il colpo di fulmine. Da quel momento insegue Anna senza tregua, finché lei, vinta da tanta costanza e conquistata dalla tenerezza di Calogero, inizia a ricambiare i suoi sentimenti.
I due giovani vanno a vivere insieme. Dopo un po' Anna rimane incinta e decide di abortire. La coppia entra in crisi e i due si separano. Anna trova lavoro come fotomodella e, contemporaneamente, supera tutti gli esami con ottimi risultati; Calogero invece, malato di depressione e sempre con il pensiero di Anna nella mente, coabita con l'amico Mario ma non riesce a studiare e resta anche disoccupato. I due s'incontrano un giorno su una pista di pattinaggio e così nuovamente l'amore riprende. Calogero ben presto però si sente frustrato a causa della sua condizione di inferiorità, ma soprattutto di mantenuto, di fronte invece ai successi della ragazza. Una sera, durante una cena in casa organizzata da lei, i due litigano con violenza davanti a tutti e finiscono con il separarsi per la seconda volta.
Calogero insiste con il seguire Anna ovunque. Durante una ennesima fuga da Calogero, Anna avverte conati di vomito e si accorge così di essere nuovamente incinta. Questa volta, però, decide di farlo nascere, e così due giorni prima di Natale dà alla luce una bambina cui dà il nome di Carolina.
Dopo circa sei mesi dalla nascita Anna, presa dagli scrupoli, decide di rivelare la cosa a Calogero: egli, però, offeso dal comportamento della ragazza che gli ha tenuto nascosta la cosa per tanto tempo, trova il modo di litigare in un bar dove Anna gli aveva dato appuntamento per rivelargli tutto.
Terminati gli studi Anna torna a Napoli dove va a convivere con un suo collega d'università, tale Vito Cucchiarone. Calogero segue Anna e arriva in casa Cucchiarone dove si aspetta di trovare la sua ex compagna nonché sua figlia Carolina in balia di un tipaccio dai modi estremamente rozzi e scurrili, ma la situazione è ben diversa. Quando l'uomo esce di casa Anna, presa dai sensi di colpa, litiga con Vito e finisce per lasciarlo.
Dopo qualche tempo Anna ritorna a Milano dove ottiene il posto di assistente all'università presso la cattedra del professor Accardo. Una mattina, dovendo sostituire un collega in una commissione nel corso di una seduta di laurea, incontra proprio Calogero mentre questi sta discutendo la sua tesi di laurea. Come sempre i due finiscono con il litigare ancora e questa volta Calogero, dopo aver insultato la ragazza ed aver ricevuto per risposta da questa un libro in faccia, viene cacciato dalla seduta.
Calogero tenta il suicidio: avvertita in tempo, Anna si precipita da lui credendo che si sia lanciato sotto un treno; con sua grande sorpresa, però, lo trova mentre è intento a giocare tranquillamente a pallone con un gruppo di ragazzini in un prato.
I due, finalmente, si spiegano e ritornano insieme a vivere nella stessa casa con la loro bambina.

## Accoglienza

### Incassi
Il film incassò 815.760.000 di lire.

### Critica
Il film fu tutto sommato apprezzato dalla critica, il giornale dello spettacolo Il Resto del Carlino scrisse: "(...) Ennesimo e prevedibilissimo sospiro di sollievo dei produttori. La commedia all'italiana paga ancora con un film che non è il massimo dell'originalità, ma risulta immune da tanti difetti ricorrenti nei film dei giovani leoni del nostro cinema".

## Colonna sonora
La colonna sonora, oltre i brani originali di Manuel De Sica, è composta da dieci canzoni:
- Milano, composta e cantata da Lucio Dalla;
- Una donna per amico, Prendila così, Con il nastro rosa e Anna, cantate da Lucio Battisti;
- E tu... e Questo piccolo grande amore, cantate da Claudio Baglioni;
- L'immenso, composta e cantata da Amedeo Minghi con i Pandemonium;
- Ancora, cantata da Eduardo De Crescenzo;
- Voglia 'e turnà, cantata da Teresa De Sio;
- la Sinfonia del Nabucco (con la parte strumentale del Va, pensiero) di Giuseppe Verdi.

Tutti i brani musicali sono inseriti nel film in maniera corrispondente alla vicenda, che per l'intera durata è narrata in prima persona con le voci fuori campo dei due protagonisti, subentrando a queste: ad esempio Milano di Lucio Dalla si ascolta all'inizio del film, quando Anna giunge alla stazione di Milano e Calogero percorre in bicicletta le vie del capoluogo lombardo, mentre Voglia 'e turnà si ascolta quando Anna rientra a Napoli con la bambina e convive con un suo ex compagno di università, mentre Calogero la raggiunge per chiedere spiegazioni.